# Специальные административные районы (КНР)
Специа́льные администрати́вные райо́ны, или САР (кит. трад. 特別行政區, упр. 特别行政区, пиньинь tèbié xíngzhèngqū) — особые территориально-административные единицы Китайской Народной Республики, пользующиеся высокой степенью автономии. Фактически эти территории самостоятельны в решении всех вопросов за исключением касающихся обороны или внешней политики. Этот статус закреплён в Основных Законах, принятых Всекитайским собранием народных представителей после установления суверенитета КНР над Макао и Гонконгом.
Идея специальных административных районов была предложена в 1980-х Дэн Сяопином в рамках принципа «одна страна — две системы». Это был компромиссный вариант возвращения в состав Китая арендованных западными странами на длительные сроки территорий с устоявшейся рыночной экономикой и демократической политической системой. В настоящее время в стране насчитывается две единицы со статусом специального административного района — Гонконг и Макао. Чтобы отличить остальную часть Китая от специальных административных районов, официально используется термин «Континентальный Китай».
Согласно принципу «одна страна, две системы», центральное правительство Китая несёт ответственность за дипломатические, военные и другие государственные дела двух специальных административных районов. Оба специальных административных района продолжают иметь собственные многопартийные законодательные органы, правовые системы, полицейские силы, отдельные таможенные территории, иммиграционную политику, левостороннее дорожное движение, дополнительные официальные языки, академические и образовательные системы, представительство в определенных международных органах и представительство в международных соревнованиях, а также другие аспекты, которые подпадают под уровень автономии.
После подписания китайско-британской совместной декларации в 1984 году, суверенитет Гонконга был передан Китаю от Великобритании в 1997 году. Также, после подписания китайско-португальской совместной декларации в 1987 году, суверенитет Макао был передан Китаю от Португалии в 1999 году.

## Список специальных административных районов Китая
| Район   | китайское написание | йель.     | пиньинь   | палл.  | аббревиатуры  | Население | Площадь      | ISO | ISO:CN | административные подразделения |
| ------- | ------------------- | --------- | --------- | ------ | ------------- | --------- | ------------ | --- | ------ | ------------------------------ |
| Гонконг | 香港                | Hēunggóng | Xiānggǎng | Сянган | 港, HK, HKSAR | 7 184 000 | 2 754,97 км² | HK  | CN-HK  | 18 округов                     |
| Макао   | 澳門                | Oumùhn    | Àomén     | Аомэнь | 澳, MO, RAEM  | 614 500   | 115,3 км²    | MO  | CN-MO  | 8 фрегезий                     |

## Сравнительная таблица
|                                | САР Гонконг | САР Макао |                                            | Континентальный Китай |
| Основной закон                 | Основной закон Гонконга | Основной закон Макао | Конституция КНР                            |                       |
| Орган по интерпретации закона  | ПК ВСНП | ПК ВСНП | ПК ВСНП                                    |                       |
| Глава государства              | Председатель КНР | Председатель КНР | Председатель КНР                           |                       |
| Глава правительства            | Глава администрации Гонконга | Глава администрации Макао | Премьер-министр КНР                        |                       |
| Орган исполнительной власти    | Исполнительный совет Гонконга | Исполнительный совет Макао | Государственный совет КНР                  |                       |
| Законодательный орган          | Законодательный совет Гонконга | Законодательный совет Макао | ВСНП; ПК ВСНП                              |                       |
| Высший судебный орган          | Высший апелляционный суд Гонконга | Высший апелляционный суд Макао | Верховный народный суд КНР                 |                       |
| Высший орган прокуратуры       | Департамент юстиции Гонконга | Общественная прокуратура Макао | Высшая народная прокуратура                |                       |
| Полиция                        | Полиция Гонконга | Полиция общественной безопасности Макао | Народная полиция КНР                       |                       |
| Армия                          | Гонконгский гарнизон НОАК | Гарнизон НОАК в Макао | НОАК                                       |                       |
| Валюта                         | Гонконгский доллар, HK$ | Макаоская патака, MOP$ | Китайский юань, ¥                          |                       |
| Язык                           | Китайский и английский | Китайский и португальский | Китайский                                  |                       |
| Международные отношения        | Ограничено под названием «Гонконг, Китай» | Ограничено под названием «Макао, Китай» | Дипломатические отношения КНР              |                       |
| Агентство по иностранным делам | Офис комиссара МИД КНР в САР Гонконг | Офис комиссара МИД КНР в САР Макао | Министерство иностранных дел КНР           |                       |
| Гражданство                    | Гражданство КНР | Гражданство КНР | Гражданство КНР                            |                       |
| Паспорт                        | Паспорт САР Гонконг | Паспорт САР Макао | Паспорт гражданина КНР                     |                       |
| Регистрационный орган          | Департамент иммиграции Гонконга | Служба идентификации Макао | Министерство общественной безопасности КНР |                       |
| Визовая политика               | Визовая политика Гонконга | Визовая политика Макао | Визовая политика КНР                       |                       |
| Таможня                        | Таможенный и акцизный департамент Гонконга | Таможенная служба Макао | Главное таможенное управление КНР          |                       |
| Свобода передвижения           | Неограниченная для лиц, постоянных жителей на территории, имеющих карт удостоверение личности жителя Гонконга или удостоверение личности жителя Макао | Неограниченная для лиц, постоянных жителей на территории, имеющих карт удостоверение личности жителя Гонконга или удостоверение личности жителя Макао | Ограниченная по системе Хукоу              |                       |

## Предложение Тайваню
В январе 2019 года, в 40-ю годовщину заявления, сделанного КНР Тайваню в 1979 году, генеральный секретарь Коммунистической партии Китая Си Цзиньпин в своей речи изложил, как принцип «одна страна, две системы» будет применяться к Тайваню. Несколько основных пунктов из речи включают в себя:
- Тайвань станет специальным административным районом Китая и частью КНР. Китайская Республика больше не будет существовать.
- Институты Тайваня превратятся в субнациональные органы.
- Социальная система и экономический образ жизни Тайваня будут уважаться.
- Права частной собственности, системы верований и «законные права и интересы» Тайваня будут защищены.
- «Тайваньская проблема» не должна передаваться из поколения в поколение (т. е. воссоединение должно быть осуществлено незамедлительно).
- Воссоединение Тайваня приведёт к «великому возрождению китайской нации».